# Carli Renzi
Carli Renzi (24 d'octubre de 1982) és una esportista australiana que va competir en judo, guanyadora de set medalles al Campionat d'Oceania de Judo entre els anys 2003 i 2012.

## Palmarès internacional
| Campionat d'Oceania | Campionat d'Oceania           | Campionat d'Oceania | Campionat d'Oceania |
| Any                 | Lloc                          | Medalla             | Categoria           |
| ------------------- | ----------------------------- | ------------------- | ------------------- |
| 2003                | Suva ( Fiji)                  | 2                   | –57 kg              |
| 2004                | Numea ( Nova Caledònia)       | 2                   | –57 kg              |
| 2006                | Papeete ( Polinèsia Francesa) | 1                   | –57 kg              |
| 2008                | Christchurch ( Nova Zelanda)  | 2                   | –57 kg              |
| 2010                | Canberra ( Austràlia)         | 1                   | –57 kg              |
| 2011                | Papeete ( Polinèsia Francesa) | 1                   | –57 kg              |
| 2012                | Cairns ( Austràlia)           | 1                   | –57 kg              |